# HC Kometa Brno
Der HC Kometa Brno ist ein tschechischer Eishockeyclub aus Brünn. Gemeinhin ist der Club in Tschechien als Kometa Brno oder einfach nur Kometa bekannt.

## Geschichte

Logo von ZKL Brno

1953 wurde in Brünn ein Armeesportklub namens Rudá hvězda (kurz RH, deutsch Roter Stern) Brno gegründet. Schon in der ersten Saison kämpfte die Mannschaft um den Titel, der letztlich dank des besseren Torverhältnisses an Sparta Prag ging. In den nächsten zwölf Spieljahren gewann Brünn elf Meisterschaften, lediglich in der Saison 1958/59 sicherte sich SONP Kladno den Titel. 1962 wurde aus dem Armeesportverein ein ziviler Klub, der unter dem Namen des lokalen Traktorenwerkes Zbrojovka Brno als TJ ZKL Brno antrat.

Logo von Kometa (1996–2012)

Nach der letzten gewonnenen Meisterschaft 1966 gehörte die Mannschaft nur noch zum Mittelfeld der 1. Liga. 1980 stieg Zetor Brno, so hieß der Verein nach einem Namenswechsel des Kombinats, in die zweite Spielklasse ab. In der Folge pendelte Zetor, später HC Královopolská Brno, ab 1994 HC Kometa Brno, zwischen höchster und zweithöchster Spielklasse. In der Saison 2001/02 belegte der Klub den letzten Rang der 1. Liga (zweithöchste Spielklasse), was erstmals den Abstieg und Drittklassigkeit in der Vereinsgeschichte zur Folge hatte. 2003 verkaufte Kometa die Drittligalizenz an Vyškov und kaufte dem HC Senators Rosice die Zweitligalizenz ab und ist seither wieder zweitklassig. 2009 kaufte der Verein die Extraliga-Lizenz des HC Znojemští Orli und stieg damit in die erste Spielklasse auf.
Im Jahr 2017 konnte der Verein den zwölften Meistertitel der Vereinsgeschichte feiern, nach 51 Jahren ohne Titelgewinn.

## Erfolge
- 11× Tschechoslowakischer Meister: 1955, 1956, 1957, 1958, 1960, 1961, 1962, 1963, 1964, 1965, 1966
- 3× Tschechischer Meister: 2017, 2018, 2025
- 3× Sieger Europapokal: 1966, 1967, 1968
- 1× Sieger am Spengler Cup in Davos

## Spielstätten
Bis 1998 trug Kometa seine Heimspiele im Zimní stadion Za Lužánkami aus, das 1947 erbaut und 1963 überdacht wurde und bis zu 10.200 Zuschauern Platz bot. 1998 zog der Verein in die 1982 fertiggestellte Hala Rondo um, die über 7.700 Plätze verfügt und zwischen 2009 und 2010 umfassend saniert wurde. Seit August 2021 heißt die Halle nach dem Sponsor Winning Group Arena.
Seit dem September 2023 ist die Arena Brno, mit 12.714 Plätzen bei Eishockeyspielen (insgesamt 13.300 Plätze), im Bau und wird nach der geplanten Fertigstellung 2026 die neue Heimat des HC Kometa. Am 17. Oktober 2024 besuchten Spieler und Vertreter des Clubs die Baustelle der Arena.

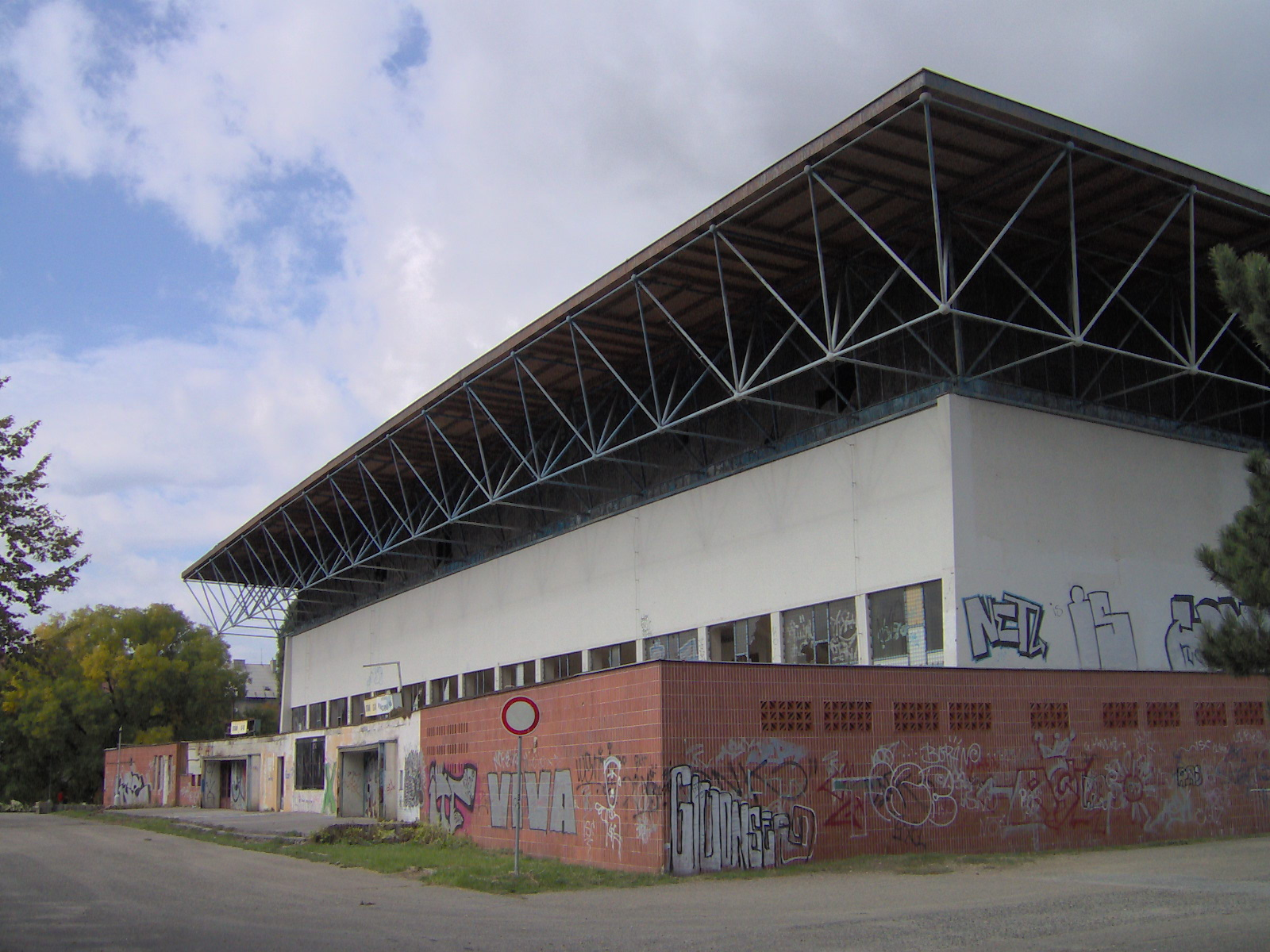
Zimní stadion Za Lužánkam
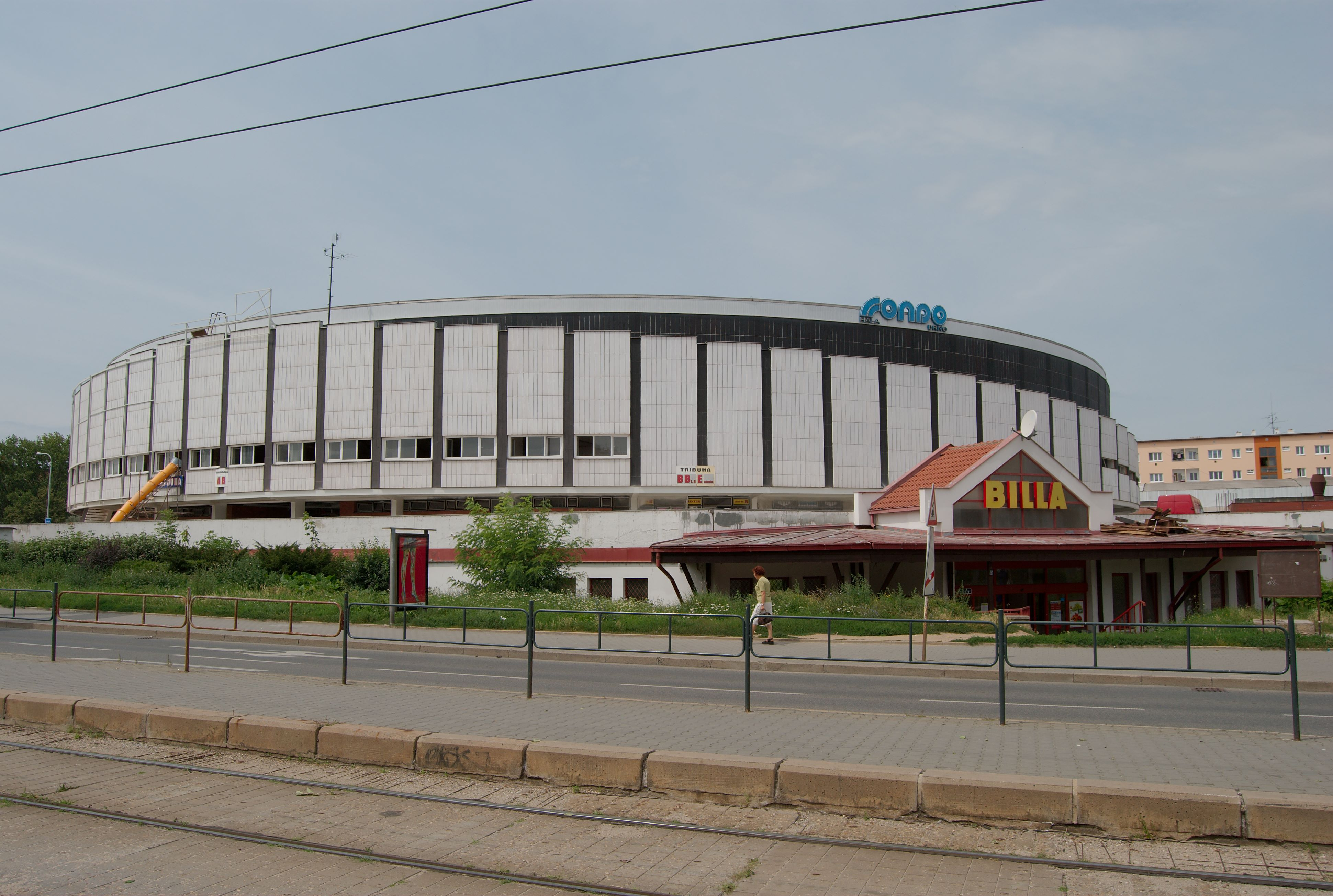
Winning Group Arena

## Bekannte ehemalige Spieler
- Vlastimil Bubník
 in den 1950er und 1960er Jahren einer der besten rechten Außenstürmer in Europa, 127-facher Nationalspieler (121 Tore) für die Tschechoslowakei
- Jaroslav Jiřík
erster Tscheche in der NHL, er machte 1969/70 drei Spiele für die St. Louis Blues
- František Ševčík
 spielte zwischen 1961 und 1973 beim ZKL Brno. Er ist Mitglied der tschechischen Eishockey-Ruhmeshalle.
- Richard Farda
 Weltmeister 1972, emigrierte 1974 nach Kanada
- Slavomír Bartoň
- Michal Belica
- Josef Černý
- Bronislav Danda
- Vladimír Dzurilla
- Martin Havlát
- Michal Kempný
- Robert Kron
- Jaromír Meixner
- Roman Meluzín
- Vladimír Nadrchal
- Martin Nečas
- Jiří Sedláček
- František Vaněk
- Libor Zábranský
- David Appel